# Esche (strumień)
Esche – strumień w Liechtensteinie i Austrii, uchodzący do Liechtensteiner Binnenkanal.
Koryto cieku rozpoczyna się na terenie dzielnicy Tosters w mieście Feldkirch, w Austrii. Następnie kieruje się do sztucznego zbiornika Egelsee położonego na granicy Austrii i Liechtensteinu. Dalej przebiega na południowy zachód przez pola między Nendeln i Mauren. Na południe od Eschen koryto zakręca na północny zachód i kieruje się do Bendern, w którym uchodzi do Liechtensteiner Binnenkanal. Łączna długość cieku wynosi 7,14 km, z czego 5,74 km na terenie Liechtensteinu. Powierzchnia zlewni wynosi 25,8 km².
Pierwotnie ciek ten wypływał z jeziora Egelsee, położonego przy granicy austriacko-liechtensteińskiej i spływał nizinną częścią Liechtensteinu do Renu. W XIX wieku jezioro Egelsee zostało osuszone, a strumień ulegał stopniowej regulacji. Około 1840 roku koryto Esche zostało wyprostowane, a ujście skierowane na północ w kierunku Bendern. W 1935 roku skanalizowany strumień połączono z powstającym Liechtensteiner Binnenkanal. Do 1944 roku strumień był już całkowicie uregulowany, co przyczyniło się do poprawy jakości pól, ale znacznie zmniejszyło bioróżnorodność w środkowym Liechtensteinie.